# Csamcsamál
Csamcsamál (arab nyelven جمجمال, kurd nyelven: Çemçemall چه‌مچه‌ماڵ) egy kurd város az iraki Kurdisztánban, Et-Tamin tartományban. A 2008-ban a becslések szerint 102.764 lakója volt.

## Fekvése
Kirkuk-tól keletre fekvő település.

## Története
Csamcsál viszonylag fiatal város.
A fennmaradt források  szerint a Kurdisztán északi részén, Csemcsemál település mellett fekvő Dzsarmó volt Irak első földművelő települése, és a búzatermesztés legősibb helye.
Dzsarmó egykori lakói itt már gabonát termeltek és háziasították a juhot, kecskét, disznót, tehenet, lovat és kutyát.
Az i. e. 6. és 5. évezred fordulóján, a legújabb adatok szerint már talán az i. e. 7. évezredben is az itt élő pásztorok és földművesek még nem ismerték a kerámiát. Házaikat vályogból készítették.
Dzsarmó telljét 1950-1951-ben tárta fel R. J. Braidwood angol kutató.